# Пісочник білолобий
Пісочник білолобий (Charadrius marginatus) — вид сивкоподібних птахів родини сивкових (Charadriidae).

## Поширення
Вид поширений в Африці на південь від Сахари. Осілий птах, який живе на узбережжі, а також у внутрішніх озерах і річках.

## Опис
Довжина дорослих птахів 16-18 см. У шлюбному оперенні птахи мають середньо-коричневий верх, з білою шиєю та чолом, а також білим обличчям. Він має чорну вуздечку, а також має чорну пляму на передній частині тімені. Нижня частина може бути білою з кремовим відтінком на грудях. Можуть мати коричневі або червонувато-коричневі плями з боків грудей. Його дзьоб чорний, а ноги жовтувато-сірі. Дорослі особини в позашлюбному оперенні сіріші, а чорна пляма на голові стає коричневою.

## Підвиди
Виділяють чотири підвидів:
- C. m. arenaceus (Clancey, 1971) — від південного Мозамбіку до південного заходу Капської провінції в ПАР.
- C. m. marginatus (Vieillot, 1818) — поширений від південної Анголи до південного заходу Капської провінції.
- C. m. mechowi (Cabanis, 1884) — трапляється локально в Африці на південь від Сахари до північної Анголи, Ботсвани, Зімбабве та північного Мозамбіку.
- C. m. tenellus (Hartlaub, 1861) — ендемік Мадагаскару.